# جاك غروندي
جاك غروندي (بالإنجليزية: Jack Grundy)‏ (1 يناير 1873 - ) هو لاعب كرة قدم بريطاني (وحمل سابقاً جنسية المملكة المتحدة لبريطانيا العظمى وأيرلندا) في مركز الهجوم. لعب مع بولتون واندررز ومانشستر يونايتد.

## وصلات خارجية
- جاك غروندي على موقع قاعدة بيانات كرة القدم.إي يو (الإنجليزية)